# Estação Ecológica do Jari
A estação ecológica do Jari é uma unidade de conservação brasileira de proteção integral da natureza localizada nos estados do Amapá e do Pará. Com 231 093 hectares, a estação está distribuída pelos municípios de Almeirim, Laranjal do Jari e Mazagão. O bioma predominante é o da Floresta Amazônica.